# Casaño (Fluss)
Der Río Casaño (asturisch: Ríu Casañu) ist ein ca. 14 Kilometer langer Nebenfluss des Río Cares in den Bergen der Picos de Europa in der nordspanischen autonomen Region Asturien.

## Verlauf
Der Río Casaño entspringt in den Bergen der Picos de Europa und verläuft zunächst in nordöstlicher, anschließend in östlicher Richtung. Nach nur etwa 14 Kilometern mündet er beim Ort Las Arenas in den Río Cares.

## Orte am Fluss
- La Molina (Höhe ca. 580 m)
- Carreña (Höhe ca. 190 m)
- Poo (Höhe ca. 160 m)
- Las Arenas (Höhe ca. 150 m)

## Sehenswürdigkeiten
Vor allem der Oberlauf des Flusses ist ausgesprochen reizvoll; in der Ortschaft La Molina beginnt einer der schönsten Wanderwege der Region. Der Puente Pompedru, eine kleine mittelalterliche Brücke, überquert eine enge Schlucht des Flusses nur etwa 200 Meter südlich des Ortes. 